# Dasylepis
Genre
Dasylepis est un genre de plantes à fleurs de la famille des Achariaceae.

## Liste d'espèces
Selon Catalogue of Life (27 septembre 2017) :
- Dasylepis blackii (Oliv.) Chipp
- Dasylepis eggelingii J. B. Gillett
- Dasylepis integra Warb. ex Engl.
- Dasylepis racemosa Oliv.
- Dasylepis seretii De Wild
- Dasylepis thomasii Obama & Breteler

Selon NCBI (27 septembre 2017) :
- Dasylepis blackii
- Dasylepis brevipedicellata

Selon The Plant List (27 septembre 2017) :
- Dasylepis blackii (Oliv.) Chipp
- Dasylepis eggelingii J.B.Gillett
- Dasylepis integra Warb.
- Dasylepis racemosa Oliv.
- Dasylepis seretii De Wild.
- Dasylepis thomasii Obama & Breteler

Selon Tropicos (27 septembre 2017) (Attention liste brute contenant possiblement des synonymes) :
- Dasylepis assinensis A. Chev. ex Hutch. & Dalziel
- Dasylepis blackii (Oliv.) Chipp
- Dasylepis brevipedicellata Chipp
- Dasylepis burtt-davyi Edlin
- Dasylepis eggelingii J.B. Gillett
- Dasylepis integra Warb.
- Dasylepis jansii Bamps
- Dasylepis lasiocarpa Gilg
- Dasylepis lebrunii C.M. Evrard
- Dasylepis leptophylla Gilg
- Dasylepis racemosa Oliv.
- Dasylepis seretii De Wild.
- Dasylepis thomasii Obama & Breteler

Selon World Register of Marine Species (27 septembre 2017) :
- Acanthicolepis asperrima (M. Sars, 1861)
- Acanthicolepis zibrowii Barnich & Fiege, 2010